# Stanford Rivers
Pour les articles homonymes, voir Stanford.
Stanford Rivers est un village et une paroisse civile de l'Essex, en Angleterre.